# Pseudosarbia
Pseudosarbia là một chi bướm ngày thuộc họ Bướm nâu.